# Smilodontini
Gli smilodontini (Smilodontini) sono un gruppo di tigri dai denti a sciabola vissuti tra il Miocene superiore e il Pleistocene superiore. Il genere più noto è Smilodon.
Questi animali, caratterizzati dall'estremo allungamento dei canini superiori, costituiscono un ramo iperspecializzato della famiglia dei felidi. Le ultime forme (ad es. Smilodon populator del Sudamerica) sono di dimensioni notevoli (la taglia era superiore a quella di una tigre) e hanno zanne allungatissime. Il corpo, massiccio, era retto da altrettanto robuste zampe.